# Oxyopes ocelot
Oxyopes ocelot là một loài nhện trong họ Oxyopidae.
Loài này thuộc chi Oxyopes. Oxyopes ocelot được George Stewardson Brady miêu tả năm 1975.